# James Colgate Cleveland
James Colgate Cleveland, född 13 juni 1920 i Montclair i New Jersey, död 3 december 1995, var en amerikansk advokat och politiker (republikan). Cleveland studerade vid Colgate University och Yale Law School. Han var ledamot av USA:s representanthus 1963–1981.
Cleveland tjänstgjorde i både andra världskriget och Koreakriget.
År 1963 efterträdde Cleveland Perkins Bass som kongressledamot och efterträddes 1981 av Judd Gregg.